# فرانچسکو زیزاری
فرانچسکو زیزاری (انگلیسی: Francesco Zizzari؛ زادهٔ ۳۱ مهٔ ۱۹۸۲) بازیکن فوتبال اهل ایتالیا است.
از باشگاه‌هایی که در آن بازی کرده‌است می‌توان به باشگاه فوتبال رجینا، باشگاه فوتبال اسپتزیا، باشگاه فوتبال فوجا، باشگاه فوتبال پیستویزه، و باشگاه فوتبال دلفینو پسکارا اشاره کرد.